# Øygarden Fotballklubb 2020
Questa voce raccoglie le informazioni riguardanti l'Øygarden Fotballklubb nelle competizioni ufficiali della stagione 2020.

## Stagione
L'Øygarden è nato come cooperazione tra diverse squadre della zona della città omonima: Nordre Fjell, Sund, Skogsvåg, Telavåg, Skjergard e Nest-Sotra. Nel 2019, queste compagini hanno scelto di fondarne una nuova, d'élite. Il 26 settembre 2019, il Nest-Sotra ha richiesto alla federazione norvegese di concedere la propria licenza all'Øygarden. Il 31 ottobre, la federazione ha dato il suo assenso. In questo modo, l'Øygarden ha ereditato il posto del Nest-Sotra in 1. divisjon.
Nel mese di febbraio 2020, Bryant Lazaro è diventato il nuovo allenatore della squadra. A luglio, Bruce Grobbelaar è diventato il suo assistente.
A causa della pandemia di COVID-19, il 12 marzo 2020 è stato reso noto che la Norges Fotballforbund aveva inizialmente rinviato l'inizio dell'attività calcistica al 15 aprile. A seguito della decisione del ministero della cultura di vietare la ripresa delle attività fino al 15 giugno, i calendari del campionato sono stati ancora rimodulati. Il 19 maggio, il ministro della cultura Abid Raja ha confermato che la 1. divisjon sarebbe ricominciata la prima settimana di luglio. Il 12 giugno, Raja ha reso noto che sarebbe stata permessa una capienza massima di 200 spettatori. Dal 30 settembre, la capienza è stata aumentata a 600 spettatori, negli impianti dove potesse essere garantita la distanza interpersonale.
Il 10 settembre 2020, la Norges Fotballforbund – dopo diversi rinvii – ha dovuto annullare l'edizione stagionale del Norgesmesterskapet, a causa dell'impossibilità di disputare tutte le partite previste a causa della condensazione del calendario del campionato. Anche il calciomercato è stato organizzato quindi diversamente, con una sessione estiva e una autunnale.
Il 18 settembre, Lazaro è stato sollevato dall'incarico di allenatore della squadra e Mons Ivar Mjelde è stato scelto al suo posto.
L'Øygarden ha chiuso il campionato al 16º e ultimo posto in classifica, retrocedendo pertanto in 2. divisjon. Aune Heggebø e Peter Sørensen Nergaard sono stati i calciatori più utilizzati in stagione, a quota 30 presenze ciascuno. Heggebø è stato il miglior marcatore stagionale con 9 reti.

## Maglie e sponsor
Lo sponsor tecnico per la stagione 2020 è stato Diadora, mentre lo sponsor ufficiale è stato Coast Center Base. La divisa casalinga è composta da un completo bianco con rifiniture nere. Quella da trasferta era invece completamente nera, con dettagli fucsia.
| Casa | Trasferta |

## Rosa
| N. |                        | Ruolo | Calciatore              |
| -- | ---------------------- | ----- | ----------------------- |
| 1  | Norvegia (bandiera)    | P     | Borger Thomas           |
| 2  | Norvegia (bandiera)    | D     | Erlend Larsen           |
| 3  | Norvegia (bandiera)    | A     | Fredrik Flo             |
| 4  | Nigeria (bandiera)     | C     | Anthony Ikedi           |
| 5  | Norvegia (bandiera)    | D     | Bjarte Haugsdal         |
| 6  | Norvegia (bandiera)    | C     | Andreas Fantoft         |
| 7  | Norvegia (bandiera)    | C     | Peter Sørensen Nergaard |
| 8  | Norvegia (bandiera)    | C     | Sander Marthinussen     |
| 9  | Norvegia (bandiera)    | D     | Kevin Jablinski         |
| 9  | Norvegia (bandiera)    | A     | Martin Andersen         |
| 10 | Norvegia (bandiera)    | A     | Kristoffer Stava        |
| 10 | Norvegia (bandiera)    | C     | Mathias Dahl Abelsen    |
| 11 | Scozia (bandiera)      | A     | Kyle Spence             |
| 12 | Nigeria (bandiera)     | C     | Charles Ezeh            |
| 14 | Norvegia (bandiera)    | D     | Thor Kristian Økland    |
| 15 | Stati Uniti (bandiera) | D     | Stefan Antonijević      |

| N. |                     | Ruolo | Calciatore            |
| -- | ------------------- | ----- | --------------------- |
| 16 | Norvegia (bandiera) | A     | Eirik Moldenes        |
| 17 | Norvegia (bandiera) | D     | Kristoffer Bidne      |
| 17 | Nigeria (bandiera)  | A     | Peter Michael         |
| 18 | Norvegia (bandiera) | A     | Brage Berg Pedersen   |
| 19 | Norvegia (bandiera) | A     | Aune Heggebø          |
| 20 | Nigeria (bandiera)  | D     | Maduka Udeh           |
| 22 | Norvegia (bandiera) | D     | Knut Haga             |
| 22 | Norvegia (bandiera) | D     | Fabian Filip Rimestad |
| 23 | Norvegia (bandiera) | A     | Samuel Narh           |
| 23 | Norvegia (bandiera) | A     | Even Vetås            |
| 27 | Norvegia (bandiera) | A     | Abdul-Basit Agouda    |
| 27 | Norvegia (bandiera) | D     | Andreas van der Spa   |
| 28 | Norvegia (bandiera) | A     | Mustapha Fofana       |
| 29 | Norvegia (bandiera) | D     | Vegard Skeie          |
| 30 | Norvegia (bandiera) | P     | Marius Berntzen       |

## Calciomercato

### Sessione invernale(dal 09/01 al 01/04)
| Arrivi | Arrivi                | Arrivi     | Arrivi     |
| R.     | Nome                  | da         | Modalità   |
| ------ | --------------------- | ---------- | ---------- |
| P      | Marius Berntzen       |            | svincolato |
| P      | Borger Thomas         |            | svincolato |
| D      | Fabian Filip Rimestad |            | svincolato |
| D      | Maduka Udeh           |            | svincolato |
| D      | Andreas van der Spa   |            | svincolato |
| C      | Nando Cózar           |            | svincolato |
| C      | Mathias Dahl Abelsen  | Mjølner    | definitivo |
| C      | Charles Ezeh          | Lillestrøm | prestito   |
| C      | Anthony Ikedi         |            | svincolato |
| C      | Sander Marthinussen   |            | svincolato |
| A      | Martin Andersen       |            | svincolato |
| A      | Eirik Moldenes        |            | svincolato |
| A      | Kyle Spence           | Alta       | definitivo |
| A      | Even Vetås            |            | svincolato |

| Partenze | Partenze | Partenze | Partenze |
| R.       | Nome     | a        | Modalità |
| -------- | -------- | -------- | -------- |

### Sessione estiva(dal 10/06 al 30/06)
| Arrivi | Arrivi             | Arrivi    | Arrivi     |
| R.     | Nome               | da        | Modalità   |
| ------ | ------------------ | --------- | ---------- |
| D      | Stefan Antonijević | Sogndal   | definitivo |
| C      | Andreas Fantoft    | Åsane     | definitivo |
| A      | Fredrik Flo        | Sotra     | definitivo |
| A      | Peter Michael      | Vålerenga | prestito   |

| Partenze | Partenze    | Partenze | Partenze   |
| R.       | Nome        | a        | Modalità   |
| -------- | ----------- | -------- | ---------- |
| C        | Nando Cózar | PEPO     | definitivo |

### Sessione autunnale(dall'08/09 al 05/10)
| Arrivi | Arrivi              | Arrivi      | Arrivi     |
| R.     | Nome                | da          | Modalità   |
| ------ | ------------------- | ----------- | ---------- |
| D      | Kristoffer Bidne    | Åsane       | definitivo |
| D      | Knut Haga           | Sotra       | prestito   |
| D      | Kevin Jablinski     | Sandnes Ulf | prestito   |
| A      | Abdul-Basit Agouda  | KFUM Oslo   | prestito   |
| A      | Brage Berg Pedersen | Tromsø      | prestito   |
| A      | Samuel Narh         | Sotra       | definitivo |
| A      | Kristoffer Stava    | Åsane       | prestito   |

| Partenze | Partenze              | Partenze    | Partenze      |
| R.       | Nome                  | a           | Modalità      |
| -------- | --------------------- | ----------- | ------------- |
| D        | Fabian Filip Rimestad | Sotra       | prestito      |
| D        | Andreas van der Spa   | Sogndal     | definitivo    |
| C        | Mathias Dahl Abelsen  | Alta        | definitivo    |
| A        | Martin Andersen       | Kongsvinger | prestito      |
| A        | Peter Michael         | Vålerenga   | fine prestito |
| A        | Even Vetås            | Sotra       | prestito      |

### Dopo la sessione autunnale
| Arrivi | Arrivi          | Arrivi       | Arrivi   |
| R.     | Nome            | da           | Modalità |
| ------ | --------------- | ------------ | -------- |
| D      | Vegard Skeie    | Brann        | prestito |
| A      | Mustapha Fofana | Strømsgodset | prestito |

| Partenze | Partenze | Partenze | Partenze |
| R.       | Nome     | a        | Modalità |
| -------- | -------- | -------- | -------- |

## Risultati

### 1. divisjon

#### Girone di andata
| Arbitro: | Higraff |

|                                                            |           |                                      |
| Jónsson 24’ Retsius Grødem 48’, 52’ van der Spa 86’ (aut.) | Marcatori | 12’, 34’ Michael 84’ (rig.) Haugsdal |

| Arbitro: | Hauge |

|  |           |                            |
|  | Marcatori | 68’ Hagos 90’ (rig.) Udahl |

| Arbitro: | H. Røvig Sletner |

|                                          |           |                                             |
| M. Pedersen 38’ Svendsen 48’ Enkerud 79’ | Marcatori | 1’, 78’ Heggebø 22’ van der Spa 90’ Fantoft |

| Arbitro: | S. Røvig Sletner |

|                                                      |           |                                      |
| Andersen 1’, 60’ (rig.) Heggebø 28’ Marthinussen 90’ | Marcatori | 17’, 84’, 86’ Nessø 80’ G. Simenstad |

| Arbitro: | Bodding |

|              |           |  |
| Antonsen 28’ | Marcatori |  |

| Arbitro: | Berg |

|              |           |                |
| Andersen 33’ | Marcatori | 81’ Gudjonsson |

| Arbitro: | H. Røvig Sletner |

|                  |           |              |
| Güven 52’ (rig.) | Marcatori | 27’ Andersen |

| Arbitro: | Ekeli Valen |

|  |           |             |
|  | Marcatori | 28’ Lillebo |

| Arbitro: | Medic |

|                                                            |           |             |
| Erlien 15’ Reginiussen 35’, 67’, 75’ (rig.) Tønne 69’, 90’ | Marcatori | 57’ Michael |

| Arbitro: | Moen |

|                         |           |                                  |
| Sandmoen 40’ Tvedte 59’ | Marcatori | 8’ (aut.) Bjørkkjær 81’ Andersen |

| Arbitro: | Huru Kellerhals |

|             |           |  |
| Michael 47’ | Marcatori |  |

| Arbitro: | Hauge |

|                         |           |  |
| Blårud 9’ Mannsverk 50’ | Marcatori |  |

| Ågotnes 30 agosto 2020, ore 15:00 13ª giornata | Øygarden         | 0 – 0 referto | Lillestrøm | Ågotnes Stadion (200 spett.)\| Arbitro: \| H. Røvig Sletner \| |
| Arbitro:                                       | H. Røvig Sletner |               |            |                                                                |

| Arbitro: | Ekeli Valen |

|                                                                               |           |            |
| Nesset 34’ (rig.), 49’ (rig.) Kristiansen 41’ Ødemarksbakken 56’ Can 70’, 75’ | Marcatori | 4’ Heggebø |

| Arbitro: | Tennøy |

|                           |           |              |
| Ezeh 72’ Michael 74’, 77’ | Marcatori | 38’ J. Moula |

#### Girone di ritorno
| Arbitro: | Higraff |

|                                     |           |                     |
| Austevoll 41’ Valsvik 44’ Udahl 74’ | Marcatori | 34’ (rig.) Haugsdal |

| Arbitro: | S. Røvig Sletner |

|  |           |             |
|  | Marcatori | 24’ Totland |

| Arbitro: | Bodding |

|                                                  |           |                                                     |
| P. Mankowitz 45’ Aga 53’, 62’ (rig.) Høyland 59’ | Marcatori | 67’ Heggebø 72’ Sørensen Nergaard 90’ Berg Pedersen |

| Arbitro: | Sinnes |

|                                 |           |          |
| Ikedi 67’ Sørensen Nergaard 88’ | Marcatori | 90’ Torp |

| Arbitro: | Huru Kellerhals |

|                                                  |           |  |
| Lehne Olsen 45’ Kallevåg 45’ Krogstad 58’ (rig.) | Marcatori |  |

| Arbitro: | Amland (Bergen) |

|                     |           |                                                    |
| Haugsdal 22’ (rig.) | Marcatori | 68’ Renå Olsen 74’ Sjølstad 84’ Nordås 87’ Kuruçay |

| Arbitro: | Lien |

|                                     |           |                       |
| Norheim 14’ Fandi 50’, 64’ Aase 59’ | Marcatori | 76’ Udeh 90’ Haugsdal |

| Arbitro: | Hauge |

|            |           |          |
| Heggebø 9’ | Marcatori | 32’ Røer |

| Ågotnes 1º novembre 2020, ore 15:00 24ª giornata | Øygarden | 0 – 0 referto | Ranheim | Ågotnes Stadion (50 spett.)\| Arbitro: \| Tennøy \| |
| Arbitro:                                         | Tennøy   |               |         |                                                     |

| Arbitro: | Moen |

|           |           |                                   |
| Ndiaye 4’ | Marcatori | 84’ Sørensen Nergaard 87’ Heggebø |

| Arbitro: | H. Røvig Sletner |

|                     |           |            |
| Haugsdal 81’ (rig.) | Marcatori | 90’ Ahamed |

| Stjørdal 15 novembre 2020, ore 15:30 27ª giornata | Stjørdals-Blink  | 0 – 0 referto | Øygarden | MUS Stadion Sandskogan (200 spett.)\| Arbitro: \| S. Røvig Sletner \| |
| Arbitro:                                          | S. Røvig Sletner |               |          |                                                                       |

| Arbitro: | Ekeli Valen |

|                                         |           |                      |
| Berg Pedersen 61’ Sørensen Nergaard 90’ | Marcatori | 12’ Hummelvoll-Nuñez |

| Arbitro: | Bodding |

|                                                                     |           |  |
| Rasch 12’, 71’, 88’ (rig.) Svindland 23’ Sortevik 76’ Sigurdsen 90’ | Marcatori |  |

| Arbitro: | Huru Kellerhals |

|             |           |                            |
| Heggebø 57’ | Marcatori | 20’ Enkerud 36’, 68’ Ebiye |

## Statistiche

### Statistiche di squadra
| Competizione | Punti | In casa | In casa | In casa | In casa | In casa | In casa | In trasferta | In trasferta | In trasferta | In trasferta | In trasferta | In trasferta | Totale | Totale | Totale | Totale | Totale | Totale | DR  |
| Competizione | Punti | G       | V       | N       | P       | Gf      | Gs      | G            | V            | N            | P            | Gf           | Gs           | G      | V      | N      | P      | Gf     | Gs     | DR  |
| ------------ | ----- | ------- | ------- | ------- | ------- | ------- | ------- | ------------ | ------------ | ------------ | ------------ | ------------ | ------------ | ------ | ------ | ------ | ------ | ------ | ------ | --- |
| 1. divisjon  | 27    | 15      | 4       | 6       | 5       | 17      | 21      | 15           | 2            | 3            | 10           | 20           | 46           | 30     | 6      | 9      | 15     | 37     | 67     | -30 |
| Totale       | -     | 15      | 4       | 6       | 5       | 17      | 21      | 15           | 2            | 3            | 10           | 20           | 46           | 30     | 6      | 9      | 15     | 37     | 67     | -30 |

### Andamento in campionato
| Giornata  | 1 | 2  | 3  | 4  | 5  | 6  | 7  | 8  | 9  | 10 | 11 | 12 | 13 | 14 | 15 | 16 | 17 | 18 | 19 | 20 | 21 | 22 | 23 | 24 | 25 | 26 | 27 | 28 | 29 | 30 |
| --------- | - | -- | -- | -- | -- | -- | -- | -- | -- | -- | -- | -- | -- | -- | -- | -- | -- | -- | -- | -- | -- | -- | -- | -- | -- | -- | -- | -- | -- | -- |
| Luogo     | T | C  | T  | C  | T  | C  | T  | C  | T  | T  | C  | T  | C  | T  | C  | T  | C  | T  | C  | T  | C  | T  | C  | C  | T  | C  | T  | C  | T  | C  |
| Risultato | P | P  | V  | N  | P  | N  | N  | P  | P  | N  | V  | P  | N  | P  | V  | P  | P  | P  | V  | P  | P  | P  | N  | N  | V  | N  | N  | V  | P  | P  |
| Posizione | 9 | 12 | 10 | 12 | 13 | 13 | 12 | 13 | 15 | 15 | 13 | 14 | 15 | 15 | 14 | 14 | 14 | 15 | 15 | 15 | 15 | 16 | 16 | 16 | 15 | 15 | 15 | 15 | 15 | 16 |

Fonte:  OBOS-ligaen 2020, su altomfotball.no, Altomfotball. URL consultato il 13 novembre 2022 (archiviato dall'url originale il 23 ottobre 2022).
Legenda:

Luogo: C = Casa; T = Trasferta. Risultato: V = Vittoria; N = Pareggio; P = Sconfitta.

### Statistiche dei giocatori
| Giocatore            | 1. divisjon | 1. divisjon | 1. divisjon | 1. divisjon | Coppa nazionale | Coppa nazionale | Coppa nazionale | Coppa nazionale | Coppe europee | Coppe europee | Coppe europee | Coppe europee | Altre coppe | Altre coppe | Altre coppe | Altre coppe | Totale   | Totale | Totale      | Totale     |
| Giocatore            | Presenze    | Reti        | Ammonizioni | Espulsioni  | Presenze        | Reti            | Ammonizioni     | Espulsioni      | Presenze      | Reti          | Ammonizioni   | Espulsioni    | Presenze    | Reti        | Ammonizioni | Espulsioni  | Presenze | Reti   | Ammonizioni | Espulsioni |
| -------------------- | ----------- | ----------- | ----------- | ----------- | --------------- | --------------- | --------------- | --------------- | ------------- | ------------- | ------------- | ------------- | ----------- | ----------- | ----------- | ----------- | -------- | ------ | ----------- | ---------- |
| A. Agouda            | 2           | 0           | 0           | 0           |                 |                 |                 |                 |               |               |               |               |             |             |             |             | 2        | 0      | 0           | 0          |
| M. Andersen          | 13          | 5           | 2           | 0           |                 |                 |                 |                 |               |               |               |               |             |             |             |             | 13       | 5      | 2           | 0          |
| S. Antonijević       | 11          | 0           | 1           | 0           |                 |                 |                 |                 |               |               |               |               |             |             |             |             | 11       | 0      | 1           | 0          |
| B. Berg Pedersen     | 14          | 1           | 1           | 0           |                 |                 |                 |                 |               |               |               |               |             |             |             |             | 14       | 1      | 1           | 0          |
| M. Berntzen          | 14          | -40         | 0           | 0           |                 |                 |                 |                 |               |               |               |               |             |             |             |             | 14       | -40    | 0           | 0          |
| K. Bidne             | 9           | 0           | 1           | 0           |                 |                 |                 |                 |               |               |               |               |             |             |             |             | 9        | 0      | 1           | 0          |
| M. Dahl Abelsen      | 9           | 0           | 0           | 0           |                 |                 |                 |                 |               |               |               |               |             |             |             |             | 9        | 0      | 0           | 0          |
| C. Ezeh              | 23          | 1           | 3           | 0           |                 |                 |                 |                 |               |               |               |               |             |             |             |             | 23       | 1      | 3           | 0          |
| A. Fantoft           | 20          | 1           | 1           | 0           |                 |                 |                 |                 |               |               |               |               |             |             |             |             | 20       | 1      | 1           | 0          |
| F. Flo               | 28          | 0           | 1           | 0           |                 |                 |                 |                 |               |               |               |               |             |             |             |             | 28       | 0      | 1           | 0          |
| M. Fofana            | 5           | 0           | 0           | 0           |                 |                 |                 |                 |               |               |               |               |             |             |             |             | 5        | 0      | 0           | 0          |
| K. Haga              | 5           | 0           | 0           | 0           |                 |                 |                 |                 |               |               |               |               |             |             |             |             | 5        | 0      | 0           | 0          |
| B. Haugsdal          | 24          | 5           | 4           | 0           |                 |                 |                 |                 |               |               |               |               |             |             |             |             | 24       | 5      | 4           | 0          |
| A. Heggebø           | 30          | 9           | 1           | 0           |                 |                 |                 |                 |               |               |               |               |             |             |             |             | 30       | 9      | 1           | 0          |
| A. Ikedi             | 8           | 1           | 2           | 0           |                 |                 |                 |                 |               |               |               |               |             |             |             |             | 8        | 1      | 2           | 0          |
| K. Jablinski         | 5           | 0           | 2           | 0           |                 |                 |                 |                 |               |               |               |               |             |             |             |             | 5        | 0      | 2           | 0          |
| E. Larsen            | 28          | 0           | 6           | 0           |                 |                 |                 |                 |               |               |               |               |             |             |             |             | 28       | 0      | 6           | 0          |
| S. Marthinussen      | 28          | 1           | 3           | 0           |                 |                 |                 |                 |               |               |               |               |             |             |             |             | 28       | 1      | 3           | 0          |
| P. Michael           | 16          | 6           | 1           | 0           |                 |                 |                 |                 |               |               |               |               |             |             |             |             | 16       | 6      | 1           | 0          |
| E. Moldenes          | 4           | 0           | 1           | 0           |                 |                 |                 |                 |               |               |               |               |             |             |             |             | 4        | 0      | 1           | 0          |
| S. Narh              | 1           | 0           | 0           | 0           |                 |                 |                 |                 |               |               |               |               |             |             |             |             | 1        | 0      | 0           | 0          |
| T. Økland            | 21          | 0           | 5           | 0           |                 |                 |                 |                 |               |               |               |               |             |             |             |             | 21       | 0      | 5           | 0          |
| F. Rimestad          | 7           | 0           | 1           | 0           |                 |                 |                 |                 |               |               |               |               |             |             |             |             | 7        | 0      | 1           | 0          |
| V. Skeie             | 6           | 0           | 1           | 0           |                 |                 |                 |                 |               |               |               |               |             |             |             |             | 6        | 0      | 1           | 0          |
| P. Sørensen Nergaard | 30          | 4           | 3           | 0           |                 |                 |                 |                 |               |               |               |               |             |             |             |             | 30       | 4      | 3           | 0          |
| K. Spence            | 16          | 0           | 1           | 0           |                 |                 |                 |                 |               |               |               |               |             |             |             |             | 16       | 0      | 1           | 0          |
| K. Stava             | 12          | 0           | 1           | 0           |                 |                 |                 |                 |               |               |               |               |             |             |             |             | 12       | 0      | 1           | 0          |
| B. Thomas            | 16          | -27         | 2           | 0           |                 |                 |                 |                 |               |               |               |               |             |             |             |             | 16       | -27    | 2           | 0          |
| M. Udeh              | 18          | 1           | 7           | 0           |                 |                 |                 |                 |               |               |               |               |             |             |             |             | 18       | 1      | 7           | 0          |
| A. van der Spa       | 15          | 1           | 2           | 0           |                 |                 |                 |                 |               |               |               |               |             |             |             |             | 15       | 1      | 2           | 0          |
| E. Vetås             | 14          | 0           | 0           | 0           |                 |                 |                 |                 |               |               |               |               |             |             |             |             | 14       | 0      | 0           | 0          |